# Suriname tại Thế vận hội
Suriname lần đầu tham gia Thế vận hội vào năm 1960, và đã gửi các vận động viên (VĐV) tới hầu hết các kỳ Thế vận hội Mùa hè kể từ đó. Suriname bỏ lỡ đại hội năm 1964, và tẩy chay đại hội năm 1980. Suriname chưa từng dự has Thế vận hội Mùa đông. Các VĐV Suriname đã giành hai huy chương tại Thế vận hội Mùa hè.
Ủy ban Olympic quốc gia của Suriname được thành lập năm 1959 và được Ủy ban Olympic Quốc tế công nhận cùng năm.

## Bảng huy chương

### Thế vận hội Mùa hè
| Thế vận hội           | Số VĐV        | Vàng          | Bạc           | Đồng          | Tổng số       | Xếp thứ       |
| Roma 1960             | 1             | 0             | 0             | 0             | 0             | -             |
| Tokyo 1964            | không tham dự | không tham dự | không tham dự | không tham dự | không tham dự | không tham dự |
| Thành phố México 1968 | 1             | 0             | 0             | 0             | 0             | -             |
| München 1972          | 2             | 0             | 0             | 0             | 0             | -             |
| Montréal 1976         | 3             | 0             | 0             | 0             | 0             | -             |
| Moskva 1980           | không tham dự | không tham dự | không tham dự | không tham dự | không tham dự | không tham dự |
| Los Angeles 1984      | 5             | 0             | 0             | 0             | 0             | -             |
| Seoul 1988            | 6             | 1             | 0             | 0             | 1             | 29            |
| Barcelona 1992        | 6             | 0             | 0             | 1             | 1             | 54            |
| Atlanta 1996          | 7             | 0             | 0             | 0             | 0             | -             |
| Sydney 2000           | 4             | 0             | 0             | 0             | 0             | –             |
| Athens 2004           | 4             | 0             | 0             | 0             | 0             | –             |
| Bắc Kinh 2008         | 4             | 0             | 0             | 0             | 0             | –             |
| Luân Đôn 2012         | 5             | 0             | 0             | 0             | 0             | -             |
| Rio de Janeiro 2016   | 6             | 0             | 0             | 0             | 0             | -             |
| Tokyo 2020            | 3             | 0             | 0             | 0             | 0             | –             |
| Paris 2024            | chưa diễn ra  | chưa diễn ra  | chưa diễn ra  | chưa diễn ra  | chưa diễn ra  | chưa diễn ra  |
| Tổng số               | Tổng số       | 1             | 0             | 1             | 2             | 109           |

### Huy chương theo môn
| Môn thi đấu        | Vàng | Bạc | Đồng | Tổng số |
| ------------------ | ---- | --- | ---- | ------- |
| Bơi lội            | 1    | 0   | 1    | 2       |
| Tổng số (1 đơn vị) | 1    | 0   | 1    | 2       |

## VĐV giành huy chương
| Huy chương | Tên VĐV       | Thế vận hội    | Môn thi đấu | Nội dung             |
| ---------- | ------------- | -------------- | ----------- | -------------------- |
| Vàng       | Anthony Nesty | Seoul 1988     | Bơi lội     | 100 mét bơi bướm nam |
| Đồng       | Anthony Nesty | Barcelona 1992 | Bơi lội     | 100 mét bơi bướm nam |